# Ryō Adachi
Ryō Adachi (安達亮?, Adachi Ryō; Nishinomiya, 2 luglio 1969) è un allenatore di calcio ed ex calciatore giapponese, di ruolo attaccante.

## Carriera

### Calciatore
Formatosi nella selezione calcistica della Senshū Daigaku, Adachi ha militato nel Yokohama Flügels a partire dal 1992.

### Allenatore
Ritiratosi dall'attività agonistica diviene dal 2006 al 2010 allenatore delle giovanili del Vissel Kobe.
Dal settembre 2010 diviene vice-allenatore della squadra, guidata da Masahiro Wada, che sostituirà alla guida del sodalizio di Kōbe dal 1º maggio 2012. Manterrà la panchina del Vissel Kobe per cinque incontri, venendo sostituito dal 22 maggio dello stesso anno da Akira Nishino, di cui diverrà vice-allenatore.
Il 9 novembre del 2012 torna a sedere sulla panchina della prima squadra del Vissel Kobe al posto di Nishino, retrocedendo, al termine della stagione, in J. League Division 2. 
Adachi riporterà il Vissel Kobe in massima serie nipponica al termine della J. League Division 2 2013, aggiudicandosi il secondo posto alle spalle del Gamba Osaka.
Dopo aver ottenuto l'undicesimo posto nella J. League Division 1 2014, lascia il Vissel, divenendo l'anno seguente il vice-allenatore del V-Varen Nagasaki.